# Kim Ekdahl du Rietz
Kim Ekdahl du Rietz (født 23. juli 1989 i Lund, Sverige) er en svensk håndboldspiller som spiller for Paris Saint-Germain Handball og Sveriges herrehåndboldlandshold.
Han stoppede sin karriere i 2017, men vendte tilbage i 2018, hvor han skrev kontrakt med den franske storklub Paris Saint-Germain Handball.